# Megamareta pallidiola
Megamareta pallidiola är en kackerlacksart som först beskrevs av Tokuichi Shiraki 1906.  Megamareta pallidiola ingår i släktet Megamareta och familjen småkackerlackor. Inga underarter finns listade i Catalogue of Life.